# Het verhaal van de derde oude man
Het verhaal van de derde oude man is een verhaal binnen het grotere kaderverhaal uit de verhalencyclus Duizend-en-een-nacht.

## Verhaal
Toen de derde oude man van zakenreis terugkeerde, trof hij zijn vrouw in bed aan met een vreemde. "Ik zag een zwarte slaaf bij haar in bed liggen. ze waren aan het praten en stoeien en giechelen en kusten elkaar." Zijn vrouw betovert hem in een hond zodra ze hem ziet en stuurt hem het huis uit. De man/hond wordt opgenomen door de slager. Zijn dochter herkent echter de man achter de hond en verlost hem van de betovering. "Zodra zijn dochter mij zag, bedekte ze haar gezicht voor me en zei tegen haar vader: 'Breng je zomaar een man mee naar binnen?'" Op zijn beurt tovert de man zijn onttrouwe vrouw om in een muilezelin met de hulp van de slagersdochter. Een kort, maar krachtig verhaal.

## Plaatsing binnen de verhalencyclus
Het verhaal van de derde oude man is het derde subverhaal dat verteld wordt binnen Het verhaal van de koopman en de djinn, dat op zijn beurt binnen het grotere kaderverhaal (Het verhaal van Sjahriaar en zijn broer) uit de verhalencyclus Duizend-en-een-nacht wordt verteld.
Vorige verhaal (op dit verhaalniveau): Het verhaal van de tweede oude man.
Zie ook: De verhalenstructuur van Duizend-en-een-nacht.

## Referentie
De voor deze samenvatting gebruikte vertaling en citaten is die van Richard van Leeuwen op basis van de Mahdi-tekst, en houdt de volgorde van de Boelaak-tekst aan.